# Майське (Беїмбета Майліна район)
Ма́йське (каз. Май) — село у складі району Беїмбета Майліна Костанайської області Казахстану. Адміністративний центр Майського сільського округу.
Населення — 1968 осіб (2021; 2097 у 2009, 2700 у 1999, 2819 у 1989).